# Lillian Rich
Pour les articles homonymes, voir Rich.
Lillian Rich (née le 1er janvier 1900 à Herne Hill, dans le Grand Londres et morte le 5 janvier 1954  à Woodland Hills, un quartier de Los Angeles, dans la vallée de San Fernando) est une actrice britannique.

## Filmographie partielle
- 1920 : Une heure avant l'aube (One Hour Before Dawn)  de Henry King
- 1920 : Jouets du destin (Dice of Destiny) de Henry King
- 1920 : The Red Lane de Lynn Reynolds
- 1920 : La Marque infâme (Half a Chance) de Robert Thornby
- 1922 : Un derby sensationnel (The Kentucky Derby) de King Baggot
- 1922 : Man to Man de Stuart Paton
- 1924 : The Love Master de Laurence Trimble
- 1924 : Empty Hearts d'Alfred Santell
- 1925 : La Barrière des races (Braveheart) d'Alan Hale
- 1925 : Le Lit d'or (The Golden Bed) de Cecil B. DeMille
- 1925 : Un baiser dans la nuit (A Kiss in the Dark) de Frank Tuttle
- 1925 : Soft Shoes de Lloyd Ingraham
- 1927 : Wanted: A Coward de Roy Clements
- 1931 : The Devil Plays de Richard Thorpe
- 1931 : Grief Street de Richard Thorpe